# Вассенаарські угоди

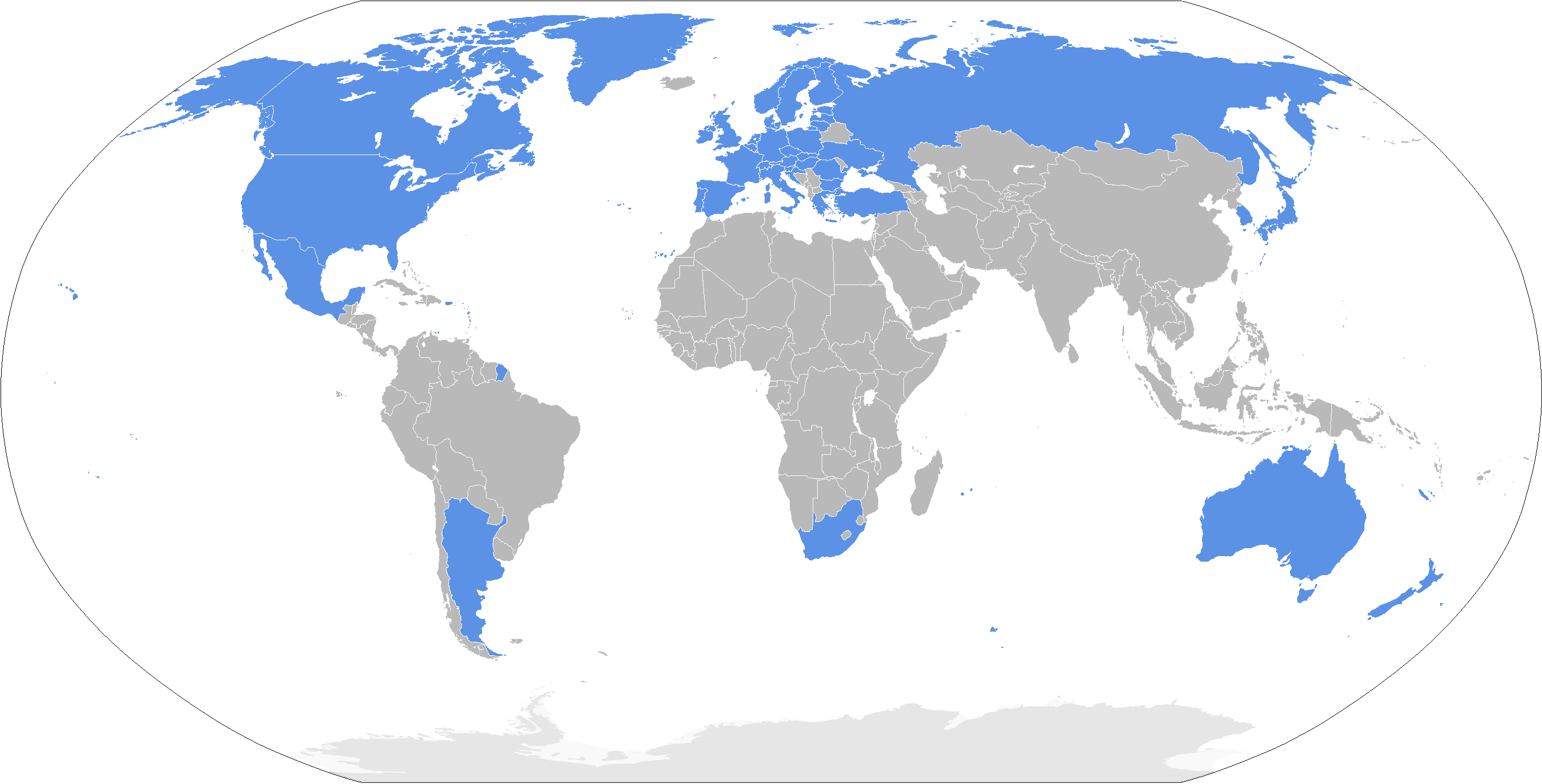
Країни-учасники Вассенаарських угод

Вассенаарські угоди (Вассенаарські домовленості) — угода укладена в 1996 році в місті Вассенаарі (Нідерланди) 33 країнами, з метою координації зусиль учасників угоди по контролю за експортом звичайних озброєнь і високих технологій (товарів і технологій «подвійного застосування») в країни з нестабільними політичними режимами і в регіони, де продовжуються конфлікти (Ірак, Лівія, Північна Корея, країни Південної Азії).
По закінченню «холодної війни» західні країни прийшли до висновку, що існуючий режим контролю за постачаннями озброєнь і військових технологій в соціалістичні країни КОКОМ застарілий. Щоб протистояти загрозам міжнародній і регіональній безпеці і стабільності необхідна була глобальніша система контролю за розповсюдженням звичайних озброєнь, товарів і технологій «подвійного застосування». Тому після скасування КОКОМа в 1994 році в місті Вассенаар (Нідерланди) було укладено нову угоду, до якої окрім країн-учасників КОКОМу приєдналися й інші держави виробники та експортери озброєнь або відповідних технологій. Зокрема країни Східної і Центральної Європи, СНД, а також Аргентина та Південна Корея. Остаточно система угод була ухвалена і набула чинності в 1996 році.
На відміну від нинішніх багатобічних режимів, які надають країні право застосовувати узгоджені механізми експортного контролю на свій розсуд, КОКОМ фактично обмежував це право, оскільки одна держава-учасник могла накласти вето на операцію з продажу, запропоновану іншою державою-учасником.
Вассенаарські угоди передбачають добровільний обмін інформацією між країнами-учасниками відносно постачання або відмови в постачанні в треті країни товарів і технологій «подвійного застосування», вказаних в списках, що додаються до угоди. Держави-учасники також погодилися двічі на рік надавати одна одній відомості про постачання звичайних озброєнь, номенклатура яких ґрунтується на реєстрі звичайних озброєнь ООН.
Станом на травень 2008 року у Вассенаарській домовленості беруть участь 40 держав: Австралія, Австрія, Аргентина, Бельгія, Болгарія, Велика Британія, Німеччина, Греція, Данія, Ірландія, Іспанія, Італія, Канада, Латвія, Литва, Люксембург, Мальта, Нідерланди, Нова Зеландія, Норвегія, ПАР, Південна Корея, Польща, Португалія, Румунія, Росія, Словаччина, Словенія, США, Туреччина, Угорщина, Україна, Фінляндія, Франція, Хорватія, Чехія, Швейцарія, Швеція, Естонія і Японія.
У грудні 2006 Ізраїль оголосив про намір брати участь у Вассенаарській угоді.

## Функціонування організації
Представники держав-учасниць проводять регулярні засідання у Відні, де розташований Секретаріат Вассенаарської домовленості. Керівним органом Вассенаарської домовленості є Пленум, який складається з офіційних представників високого рівня усіх держав-учасниць. Засідання Пленуму проходять, як правило, один раз на рік у грудні.